# Джонс, Эмерсон
Эмерсон Джонс (англ. Emerson Jones; род. 7 июля 2008, Голд-Кост) — австралийская теннисистка. Победительница одного турнира ITF W75 в одиночном разряде.
Финалистка трёх юниорских турниров Большого шлема: в одиночном разряде (Открытый чемпионат Австралии-2024, Уимблдонский турнир-2024) и в парном разряде (Открытый чемпионат Австралии-2025); действующая первая ракетка мира в юниорском рейтинге ITF (2024—2025).

## Общая информация
Эмерсон Джонс родилась 7 июля 2008 года в Голд-Косте, в штате Квинсленд, в Австрали.

## Спортивная карьера

### 2024
В 2024 году дважды доходила до финала юниорских турниров Большого шлема в одиночном разряде: Открытого чемпионата Австралии и Уимблдонского турнира, но в финале оба раза проиграла словацкой теннисистке Ренате Ямриховой.
В начале ноября 2024 года стала победительницей в одиночном разряде взрослого 75-тысячного турнира ITF W75 NSW Open в Сиднее (Австралия).

### 2025
В начале января 2025 года получила wild-card и участвовала в турнире категории WTA 500 в Аделаиде (Австралия), где она в первом круге разгромила китаянку Ван Синьюй со счётом 6-4, 6-0, но в 1/8 финала проиграла опытной россиянке Дарье Касаткиной со счётом 5-7, 3-6.
В середине января 2025 года она вновь получила wild-card и впервые выступит в основной сетке взрослого Большого шлема — одиночного разряда Открытого чемпионата Австралии.

## Итоговое место в рейтинге WTA по годам
| Год  | Одиночный рейтинг | Парный рейтинг |
| 2024 | 427               | 1 033          |
| 2023 | 873               | 1 259          |